# منتخب ليتوانيا تحت 17 سنة لكرة القدم
منتخب ليتوانيا تحت 17 سنة لكرة القدم هو ممثل ليتوانيا الرسمي في المنافسات الدولية في كرة القدم في فئة كرة قدم تحت 17 سنة للرجال، يديريه اتحاد ليتوانيا لكرة القدم.